# 老面鬼
老面鬼，是中国传说的妖怪，记载于谐铎。所謂「老面」,顧名思義是指不知羞恥、老面皮的意思。讽刺一些有钱人一字不识,不通事理,脸皮很厚,只会装模作样地吓人。后又在《夜雨秋灯录》、《浇愁集》等书中多次出现。

## 原文
初猶面如箕,繼則如覆釜,後更大如車軸。眉如帚,眼如鈴,兩顴高厚,堆積俗塵五斗。師睨微笑,取所著《橘膜編》示之,曰:「汝識得此字否?」鬼不語。